# Michel Weber

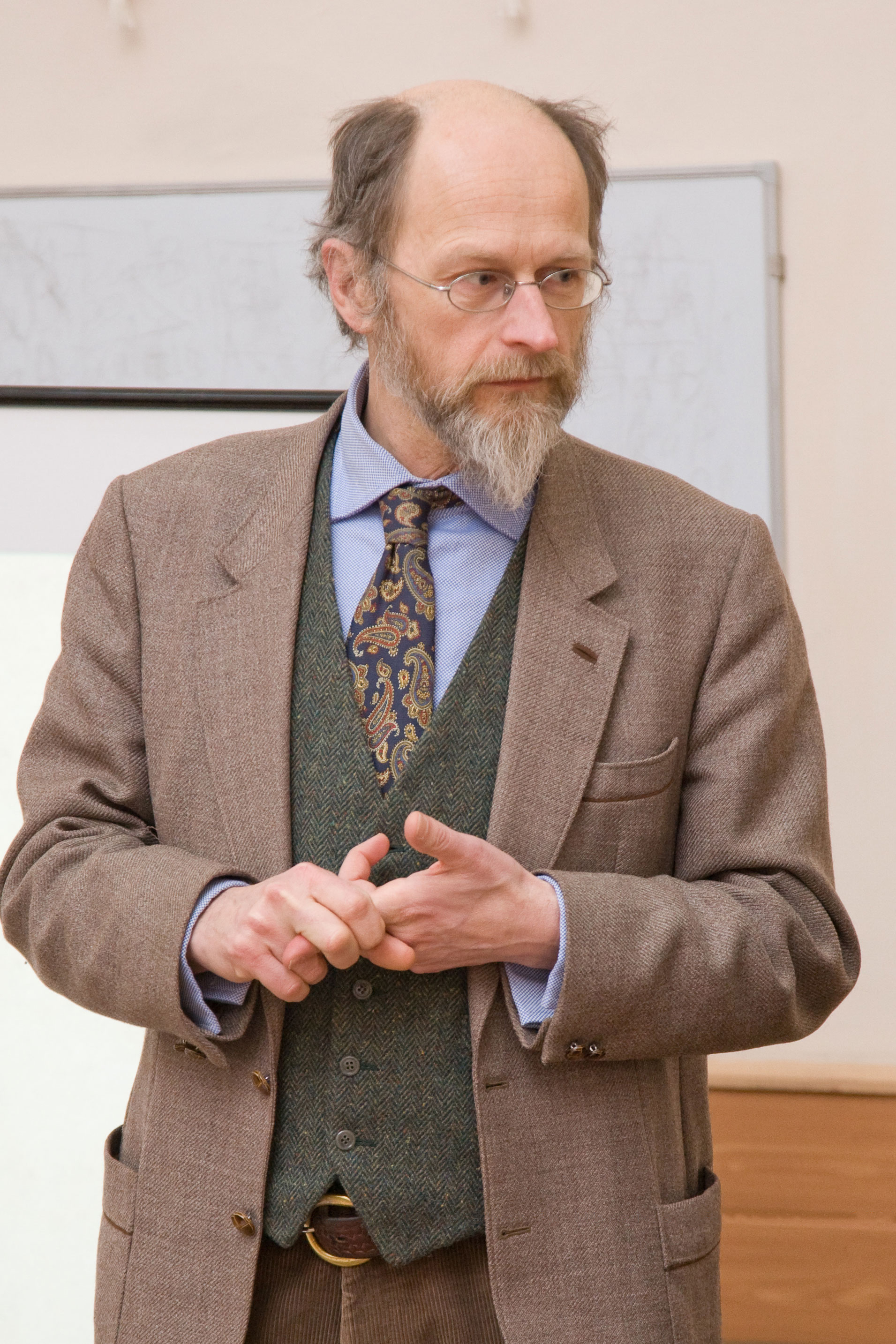
Belgijski filozof Michel Weber podczas prezentacji w mieście Dniepr na Ukrainie. 2013

Michel Weber (ur. w 1963 roku w Brukseli) – belgijski filozof, zwolennik i interpretator filozofii Alfreda Northa Whiteheada (1861-1947). Szczególną rolę odegrał jako pomysłodawca i organizator interdyscyplinarnych i międzynarodowych towarzystw naukowych (m.in. Chromatiques Whiteheadiennes, Whitehead Psychology Nexus, Centre for Philosophical Practice).

## Życiorys
Inspirował i brał udział w wielu projektach wydawniczych promujących myśl filozoficzną Whiteheada i ukazujących jej znaczenie dla współczesnej kultury (m.in. dwutomowe dzieło Handbook of Whiteheadian Process Thought). Michel Weber uzyskał formalne wykształcenie w Belgii i Stanach Zjednoczonych.
Publikuje przede wszystkim w językach francuskim i angielskim, ale jego teksty tłumaczone są również na inne języki (rumuński: 2, portugalski: 1, bułgarski: 1, mandaryński: 1, rosyjski: 1).
Bibliografia dzieł Michela Webera zawiera kilkaset pozycji.

## Przykładowe monografie
1. La Dialectique de l’intuition chez A. N. Whitehead: sensation pure, pancréativité et contiguïsme. Préface de Jean Ladrière. Mémoire couronné par la Classe des Lettres et des Sciences morales et politiques de l’Académie Royale de Belgique, Frankfurt / Paris, Ontos Verlag, 2005 (ISBN 3-937202-55-2)
2. Whitehead’s Pancreativism. The Basics. Przedmowa Nicholas Rescher, Frankfurt /Paris, Ontos Verlag, 2006 (ISBN 3-938793-15-5)
3. L’Épreuve de la philosophie. Essai sur les fondements de la praxis philosophique, Louvain-la-Neuve, Éditions Chromatika, 2008 (ISBN 978-2-930517-02-5)
4. Éduquer (à) l’anarchie. Essai sur les conséquences de la praxis philosophique, Louvain-la-Neuve, Éditions Chromatika, 2008. (ISBN 978-2-930517-03-2)
5. (z Jeanem-Claude'em Dumoncelem) Whitehead ou Le Cosmos torrentiel. Introductions à Procès et réalité, Louvain-la-Neuve, Éditions Chromatika, 2010 (ISBN 978-2-930517-05-6)
6. Whitehead's Pancreativism. Jamesian Applications, Frankfurt / Paris, ontos verlag, 2011 (ISBN 978-386838-103-0)
7. Essai sur la gnose de Harvard. Whitehead apocryphe, Louvain-la-Neuve, Les Éditions Chromatika, 2011 (ISBN 978-2-930517-26-1)
8. De quelle révolution avons-nous besoin ?, Paris, Éditions Sang de la Terre, 2013. (ISBN 978-2-86985-297-6)
9. Ethnopsychiatrie et syntonie. Contexte philosophique et applications cliniques, La-Neuville-Aux-Joûtes, Jacques Flament Éditions, 2015. (ISBN 978-2-36336-210-0)
10. Petite philosophie de l’Art Royal. Analyse de l’alchimie franc-maçonne, Louvain-la-Neuve, Éditions Chromatika, 2015. ISBN 978-2-930517-48-3
11. The Political Vindication of Radical Empiricism. With Application to the Global Systemic Crisis, Claremont, Ca., Process Century Press, 2016. ISBN 978-1-940447-12-4
12. Pouvoir, sexe et climat. Biopolitique et création littéraire chez G. R. R. Martin, Avion, Éditions du Cénacle de France, 2017. (ISBN 978-2-916537-22-1)

Ponadto Michel Weber jest współredaktorem wielu prac zbiorowych, tłumaczem, redaktorem prowadzącym serii wydawniczych, autorem haseł w słownikach i encyklopediach oraz artykułów w periodykach naukowych.